# Sankarani (Mali)
Pour les articles homonymes, voir Sankarani (homonymie).
Sankarani est une commune du Mali de l'arrondissement central de Kangaré, dans le cercle de Sélingué et la région de Bougouni, elle a pour chef-lieu la localité de Bambala.

## Géographie
La commune est sur ses limites ouest et sud, frontalière de la Guinée. Elle doit son nom au cours d'eau qui la draine, le Sankarani, affluent de la rive droite du Niger.

## Villages
La commune s'étend sur 7 localités relevées lors du recensement général de 2009. 
Les villages les plus peuplés sont :
- Faraba (1 955 habitants) ;
- Madinacoun (1 376 habitants) ;
- Bambadala (1 058 habitants).